# Assan Ouédraogo
Forzan Assan Ouédraogo (Mülheim an der Ruhr, Alemania, 9 de mayo de 2006) es un futbolista alemán que juega de centrocampista en el R. B. Leipzig de la 1. Bundesliga.

## Trayectoria
Nacido en Mülheim an der Ruhr de padres burkineses, comenzó su carrera en el TuS Union 09 Mülheim, donde pasó tres años antes de fichar por el F. C. Schalke 04 en 2014. Firmó una prórroga de su contrato en noviembre de 2022. Antes de la temporada 2023-24, fue ascendido al primer equipo, y marcó su primer gol en un amistoso a domicilio contra el 1. FC Bocholt (2-2) el 6 de julio, dando también la asistencia del gol de Simon Terodde. Marcó en otro partido amistoso en el que el Schalke 04 goleó por 5-0 al Górnik Zabrze el 15 de julio, y estas actuaciones de pretemporada hicieron que se le considerara un jugador con mucho potencial.
Debutó como profesional en la 2. Bundesliga con un gol; fue titular por sorpresa en el partido fuera de casa contra el Hamburgo S. V., recibió el balón en el área de penalti de su compañero Simon Terodde, recortó con la derecha, superando a un defensa del Hamburgo en el proceso, antes de colocar el balón por encima del portero Daniel Heuer Fernandes. A pesar de que su equipo perdió 5-3, su gol en la primera parte le valió para entrar en la historia del Schalke 04, ya que batió el récord de Julian Draxler como goleador más joven del Schalke en partidos oficiales. También es el jugador más joven de la historia del Schalke 04 en partidos oficiales y profesionales, con 17 años y 80 días, superando el récord de Volker Abramczik. Tras el partido, el entrenador Thomas Reis dijo de Ouédraogo: "era importante que lo integráramos cuidadosamente en los entrenamientos", afirmando también que le daría un "descanso necesario" y que "lo castigaría si [tenía que hacerlo]", subrayando que no quería precipitar la progresión de Ouédraogo.
El 13 de junio de 2024 fue traspasado al R. B. Leipzig por un precio de 10 millones de euros, firmando un contrato de cinco años. Rechazó fichar por el Bayern de Múnich, y posteriormente declaró que tomó la decisión por su desarrollo, alegando que los jugadores jóvenes son los que más progresan en el R. B. Leipzig.

## Selección nacional
Ha representado a Alemania en las categorías sub-16 y sub-17. En el Campeonato Europeo Sub-17 de la UEFA 2023 marcó el penalti de la victoria de Alemania sobre Francia por 5-4 en la tanda de penaltis de la final. Sus padres son de Burkina Faso, y sigue siendo elegible para representar a la nación africana. El 1 de noviembre de 2023 fue convocado para la Copa Mundial de Fútbol Sub-17 de 2023 celebrada en Indonesia.

## Estilo de juego
Es un centrocampista de área capaz de utilizar ambos pies, y es alabado por su velocidad, regate, creatividad y capacidad goleadora. Puede jugar en cualquier posición del centro del campo y posee un dinamismo que a menudo puede propiciar la creación de situaciones peligrosas de gol. Por su altura, su físico, su técnica en espacios reducidos y su capacidad para llevar el balón hacia adelante, ha sido comparado con jugadores como Paul Pogba, Ryan Gravenberch y Khéphren Thuram.

## Vida personal
Su padre es el exfutbolista internacional burkinés Alassane Ouédraogo.

## Estadísticas

### Clubes
Actualizado al último partido disputado el 5 de noviembre de 2024.
| Club                           | Div.          | Temporada     | Liga  | Liga  | Liga   | Copas nacionales | Copas nacionales | Copas nacionales | Copas internacionales | Copas internacionales | Copas internacionales | Total | Total | Total  |
| Club                           | Div.          | Temporada     | Part. | Goles | Asist. | Part.            | Goles            | Asist.           | Part.                 | Goles                 | Asist.                | Part. | Goles | Asist. |
| ------------------------------ | ------------- | ------------- | ----- | ----- | ------ | ---------------- | ---------------- | ---------------- | --------------------- | --------------------- | --------------------- | ----- | ----- | ------ |
| F. C. Schalke 04 · Alemania    | 2.ª           | 2023-24       | 17    | 3     | 1      | 0                | 0                | 0                | ―                     | ―                     | ―                     | 17    | 3     | 1      |
| F. C. Schalke 04 · Alemania    | Total club    | Total club    | 17    | 3     | 1      | 0                | 0                | 0                | 0                     | 0                     | 0                     | 17    | 3     | 1      |
| F. C. Schalke 04 II · Alemania | 4.ª           | 2023-24       | 1     | 0     | 0      | —                | —                | —                | ―                     | ―                     | ―                     | 1     | 0     | 0      |
| F. C. Schalke 04 II · Alemania | Total club    | Total club    | 1     | 0     | 0      | 0                | 0                | 0                | 0                     | 0                     | 0                     | 1     | 0     | 0      |
| R. B. Leipzig · Alemania       | 1.ª           | 2024-25       | 1     | 0     | 0      | 0                | 0                | 0                | 1                     | 0                     | 0                     | 2     | 0     | 0      |
| R. B. Leipzig · Alemania       | Total club    | Total club    | 1     | 0     | 0      | 0                | 0                | 0                | 1                     | 0                     | 0                     | 2     | 0     | 0      |
| Total carrera                  | Total carrera | Total carrera | 19    | 3     | 1      | 0                | 0                | 0                | 1                     | 0                     | 0                     | 20    | 3     | 1      |